# Fantastic Voyage (série télévisée d'animation)
Fantastic Voyage est une série télévisée d'animation américaine en dix-sept épisodes de 25 minutes produite par Filmation et diffusée du 14 septembre 1968 au 4 janvier 1969 sur le réseau ABC. 
Elle est inspirée du film Le Voyage fantastique produit deux ans auparavant.
Cette série est inédite dans tous les pays francophones.

## Synopsis
Un service spécial du gouvernement américain, le Combined Miniature Defense Force, recrute un groupe d'experts afin de combattre toutes les menaces contre le pays et le monde. Ils affrontent toutes sortes de dangers. L'équipe est composée du commandant de l'US Navy Jonathan Kidd, de Guru un sorcier tibétain, de la biologiste et astronaute Erica Lane, du professeur Carter et de Busby Birdwell, génie de l'électronique et ingénieur, créateur du Voyager, le vaisseau qui leur sert à se déplacer lorsqu'ils sont miniaturisés.

## Distribution

### Voix originales
- Marvin Miller : Busby Birdwell / Guru
- Ted Knight : Commandant Jonathan Kidd / Professeur Carter
- Jane Webb (en) : Erica Lane

## Épisodes
1. Gathering of the Team
2. The Menace from Space
3. The Magic Crystal of Kabala
4. The Atomic Invaders
5. The Master Spy
6. The Mind of the Master
7. Gone Today Here Tomorrow
8. The Day the Food Disappeared
9. Revenge of the Spy
10. The Bobby House
11. The Spy Satellite
12. First Men on the Moon
13. The Great Busby
14. The Barnacle Bombs
15. The Perfect Crime
16. The World's Fair Affair
17. The Most Dangerous Game

## DVD
- Royaume-Uni :

L'intégralité de la série est disponible sur le support DVD.
- Fantastic Voyage The Complete Series (Keep Case 3 DVD-9) sorti le 21 novembre 2011 édité et distribué par Revelations Films. Le ratio écran est en 1.33:1 plein écran 4:3. L'audio est en Anglais Mono d'origine. Les 17 épisodes sont présents. Pas de suppléments disponibles. Il s'agit d'une édition Zone 2 Pal. (ASIN B0055DDE7K)